# Claudine Bouzonnet-Stella
Claudine Bouzonnet-Stella, född 1636, död 1697, var en fransk konstnär. 
Hon är främst känd för sina gravyrer. 
Hon är representerad på Nationalmuseum i Stockholm.